# Deutsche Fußballmeisterschaft der A-Junioren 1978/79
Die deutsche Fußballmeisterschaft der A-Junioren 1979 war die 11. Auflage dieses Wettbewerbes. Meister wurden die Stuttgarter Kickers, die im Finale den 1. FC Nürnberg mit 2:1 besiegten.

## Teilnehmende Mannschaften
An der A-Jugendmeisterschaft nahmen die 16 Landesverbandsmeister teil.
| Regionalverband Nord | Regionalverband West                                                               | Regionalverband Südwest                                                                     | Regionalverband Süd | Berlin               |
| --- | ---------------------------------------------------------------------------------- | ------------------------------------------------------------------------------------------- | --- | -------------------- |
| - Schleswig-Holstein: Holstein Kiel - Hamburg: SC Concordia Hamburg - Bremen: SFL Bremerhaven - Niedersachsen: Eintracht Braunschweig | - Westfalen: VfR Sölde - Mittelrhein: 1. FC Köln - Niederrhein: Fortuna Düsseldorf | - Rheinland: TuS Neuendorf - Südwest: 1. FC Kaiserslautern - Saarland: Borussia Neunkirchen | - Hessen: Kickers Offenbach - Baden: SV Waldhof Mannheim - Südbaden: FC Emmendingen - Württemberg: Stuttgarter Kickers - Bayern: 1. FC Nürnberg | - Berlin: SC Staaken |

## Achtelfinale
Hinspiele: So 17.6. Rückspiele: So 24.06.
|                        | Gesamt |                      | Hinspiel | Rückspiel |
| ---------------------- | ------ | -------------------- | -------- | --------- |
| SV Waldhof Mannheim    | 6:0    | SFL Bremerhaven      | 2:0      | 4:0       |
| 1. FC Köln             | 3:4    | Kickers Offenbach    | 1:1      | 2:3       |
| Holstein Kiel          | 1:5    | VfR Sölde            | 0:2      | 1:3       |
| Eintracht Braunschweig | 4:6    | 1. FC Nürnberg       | 2:2      | 2:4       |
| Fortuna Düsseldorf     | 6:1    | SC Staaken           | 2:1      | 4:0       |
| SV Stuttgarter Kickers | 8:3    | SC Concordia Hamburg | 5:2      | 3:1       |
| Borussia Neunkirchen   | 2:5    | 1. FC Kaiserslautern | 2:2      | 0:3       |
| FC Emmendingen         | 3:5    | TuS Neuendorf        | 1:2      | 2:3       |

## Viertelfinale
Hinspiele: So 01.07. Rückspiele: So 08.07.
|                      | Gesamt          |                        | Hinspiel | Rückspiel |
| -------------------- | --------------- | ---------------------- | -------- | --------- |
| SV Waldhof Mannheim  | 5:5 (4:3 i. E.) | Kickers Offenbach      | 4:0      | 1:5       |
| VfR Sölde            | 1:6             | 1. FC Nürnberg         | 1:3      | 0:3       |
| Fortuna Düsseldorf   | 01:12           | SV Stuttgarter Kickers | 0:5      | 1:7       |
| 1. FC Kaiserslautern | 12:00           | TuS Neuendorf          | 7:0      | 5:0       |

## Halbfinale
Hinspiele: So 15.07. Rückspiele: So 22.07.
|                        | Gesamt |                      | Hinspiel | Rückspiel |
| ---------------------- | ------ | -------------------- | -------- | --------- |
| SV Waldhof Mannheim    | 0:2    | 1. FC Nürnberg       | 0:0      | 0:2       |
| SV Stuttgarter Kickers | 10:50  | 1. FC Kaiserslautern | 7:2      | 3:3       |

## Finale
| 1. FC Nürnberg                                                     | 1. FC Nürnberg | SV Stuttgarter Kickers | SV Stuttgarter Kickers |
| ------------------------------------------------------------------ | --- | --- | ---------------------- |
| 1. FC Nürnberg                                                     | \| Sonntag, 29. Juli 1979 um 11:00 Uhr in Karlsruhe (Wildparkstadion) \| \| Ergebnis: 1:2 (0:2) \| \| Zuschauer: 9.000 \| \| Schiedsrichter: Dieter Dreher (Darmstadt) \|                                                   | \| Sonntag, 29. Juli 1979 um 11:00 Uhr in Karlsruhe (Wildparkstadion) \| \| Ergebnis: 1:2 (0:2) \| \| Zuschauer: 9.000 \| \| Schiedsrichter: Dieter Dreher (Darmstadt) \|                                                                                 | SV Stuttgarter Kickers |
| 1. FC Nürnberg                                                     | Roland Flach – Norbert Schlegel – Klaus Meixner, Georg Viehhäuser, Alois Reinhardt – Uwe Späth, Klaus Suchanek, Thomas Brunner – Michael Wilke, Wolfgang Gunselmann, Horst Zimmerer (58. Fürst) Cheftrainer: Günter Gerling | Gerhard Rauscher – Joachim Müller – Robert Stadtmüller, Reiner Schöck, Michael Steinbach – Andreas Hägele (51. Rolf Kaiser), Roland Bazlen, Peter Schulz – Zvonko Kurbos, Guido Buchwald (60. Thomas Eblen), Wolfgang Dienelt Cheftrainer: Rainer Philipp | SV Stuttgarter Kickers |
| 1. FC Nürnberg                                                     | 1:2 Norbert Schlegel (67.) | 0:1 Peter Schulz (14.) 0:2 Joachim Müller (35.) | SV Stuttgarter Kickers |
| 1. FC Nürnberg                                                     | Zeitstrafe: Späth | | SV Stuttgarter Kickers |
| Sonntag, 29. Juli 1979 um 11:00 Uhr in Karlsruhe (Wildparkstadion) | | |                        |
| Ergebnis: 1:2 (0:2)                                                | | |                        |
| Zuschauer: 9.000                                                   | | |                        |
| Schiedsrichter: Dieter Dreher (Darmstadt)                          | | |                        |